# Португальське рококо
Португальське рококо — стиль та період у розвитку португальського мистецтва. 
У XVIII столітті форми рококо, що прийшли з Франції, а також з Іспанії, де поширенню стилю сприяв архітектор Тьєполо, знаходять благодатний ґрунт в Португалії. Змінивши собою монументальніше бароко, рококо було одночасно і логічним результатом його розвитку, і художнім антиподом. З бароковим стилем рококо об'єднує прагнення до завершеності форм, проте тут вони наділені рисами легкості та витонченості. В архітектурі рококо виражалося в вибагливій, вишуканій обробці інтер'єрів, що включає складний асиметричний орнамент — різьблений, ліпний або мальований, численні дзеркала, панно, картуші. Темніші кольори та пишна, важка позолота барочного декору змінялися світлими тонами — рожевими, блакитними, зеленими, з великою кількістю білих деталей. На розвиток рококо в Португалії також наклали свій відбиток традиції мусульманського мистецтва, стиль мудехар та орнамент арабесок. 

## Галерея

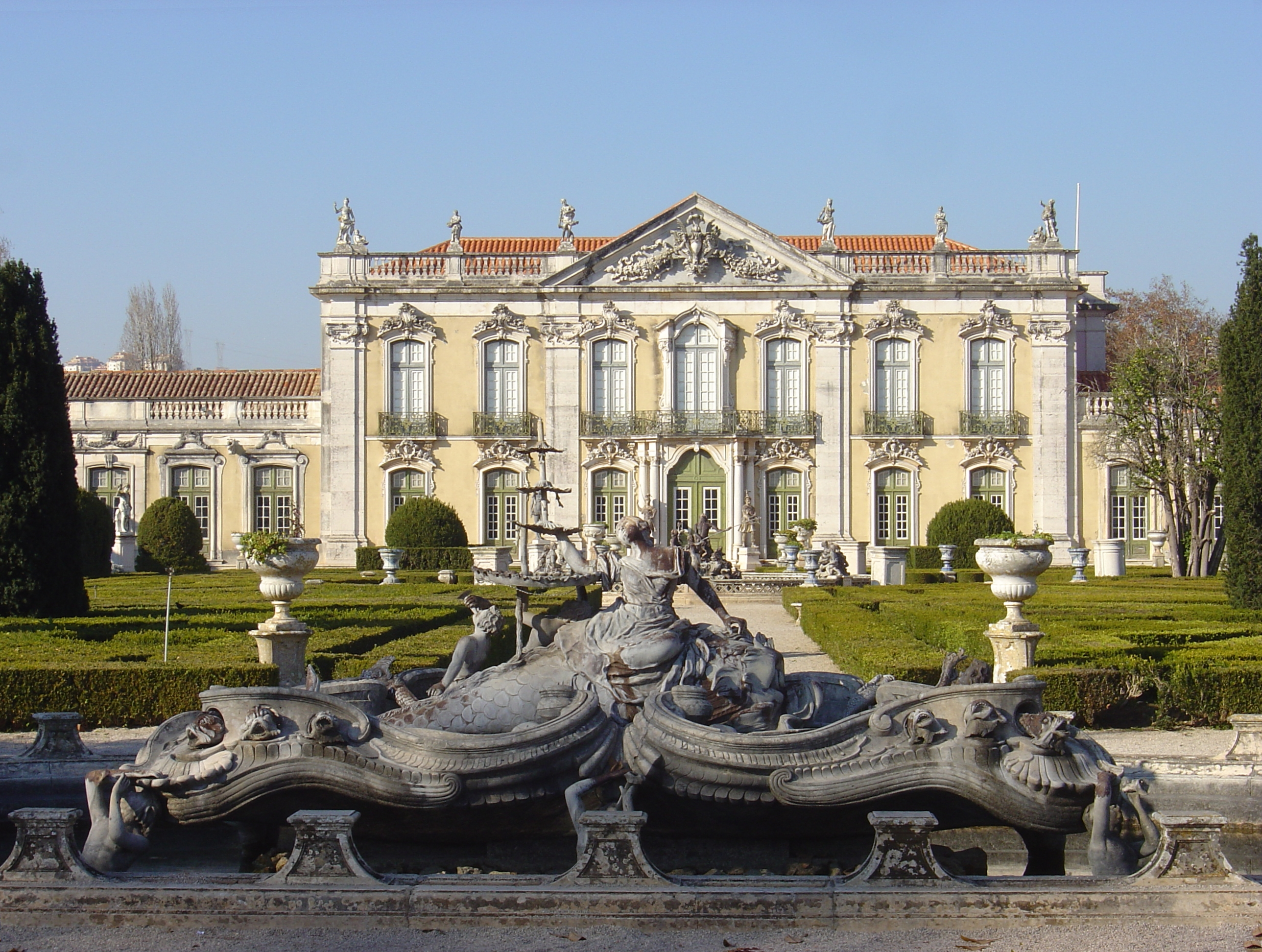
«Церемоніальний фасад» палацу Келуш
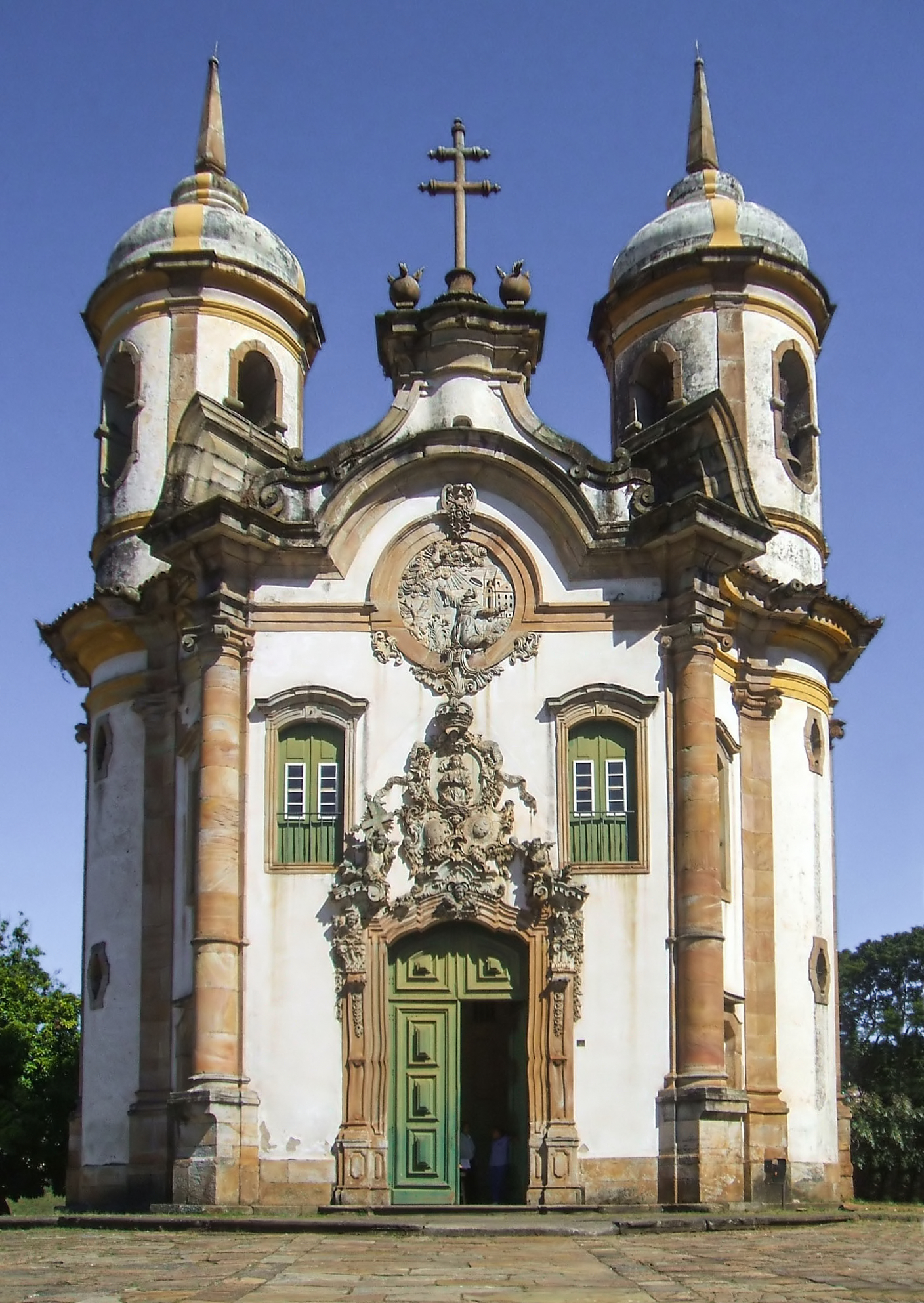
Церква Франциска Ассизького, Оуру-Прету, Бразилія. Архітектор Алейжадінью
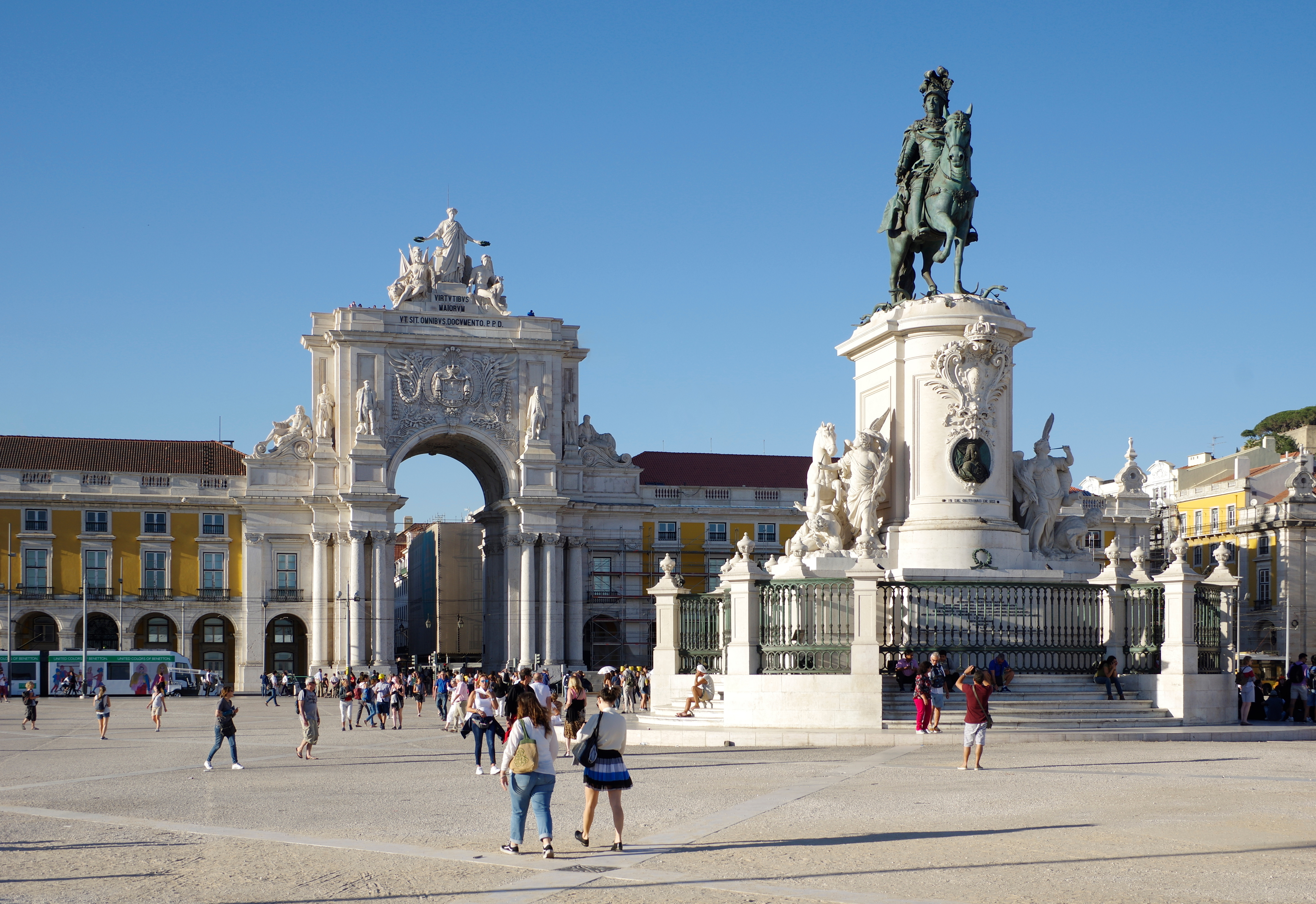
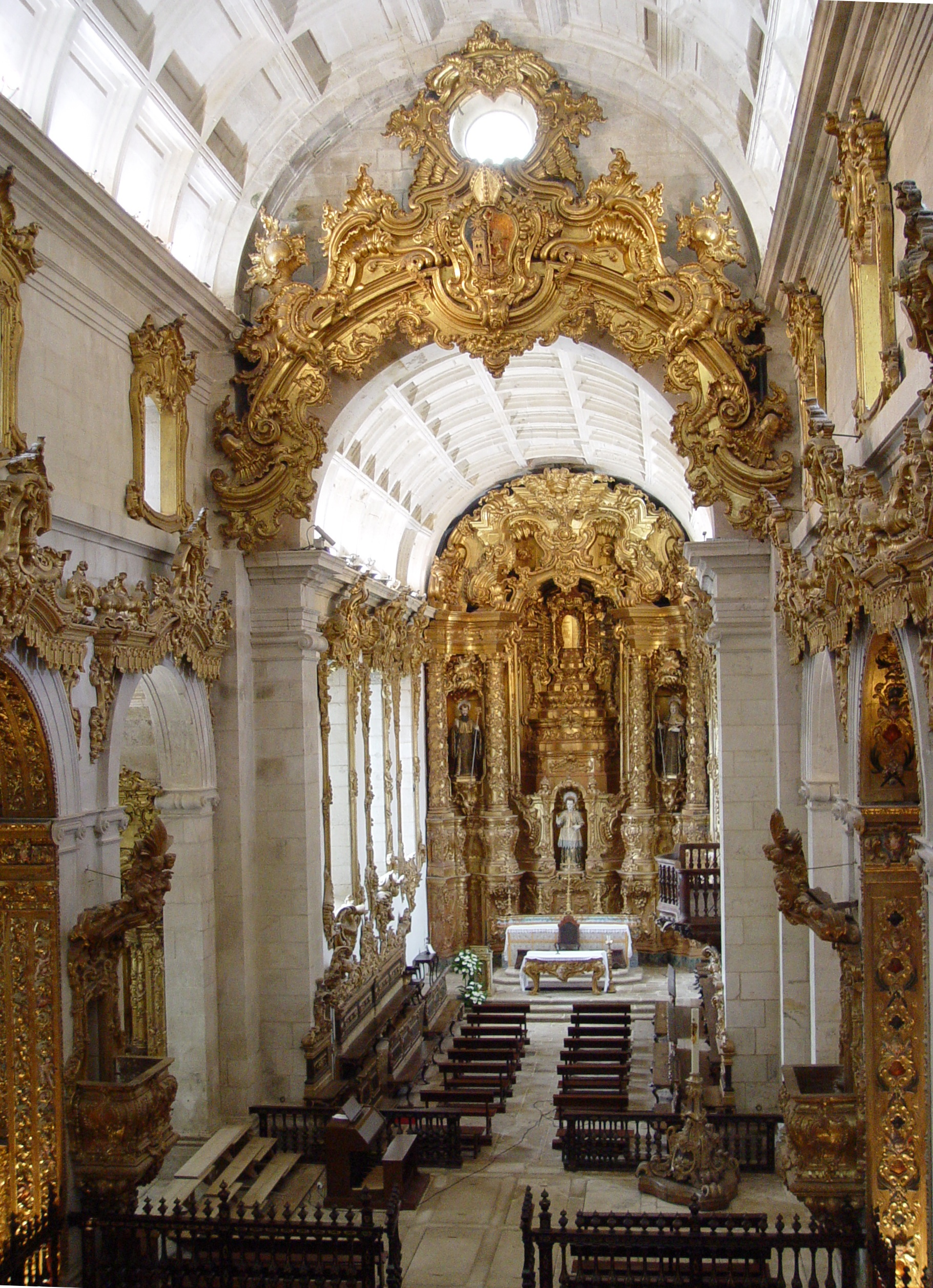
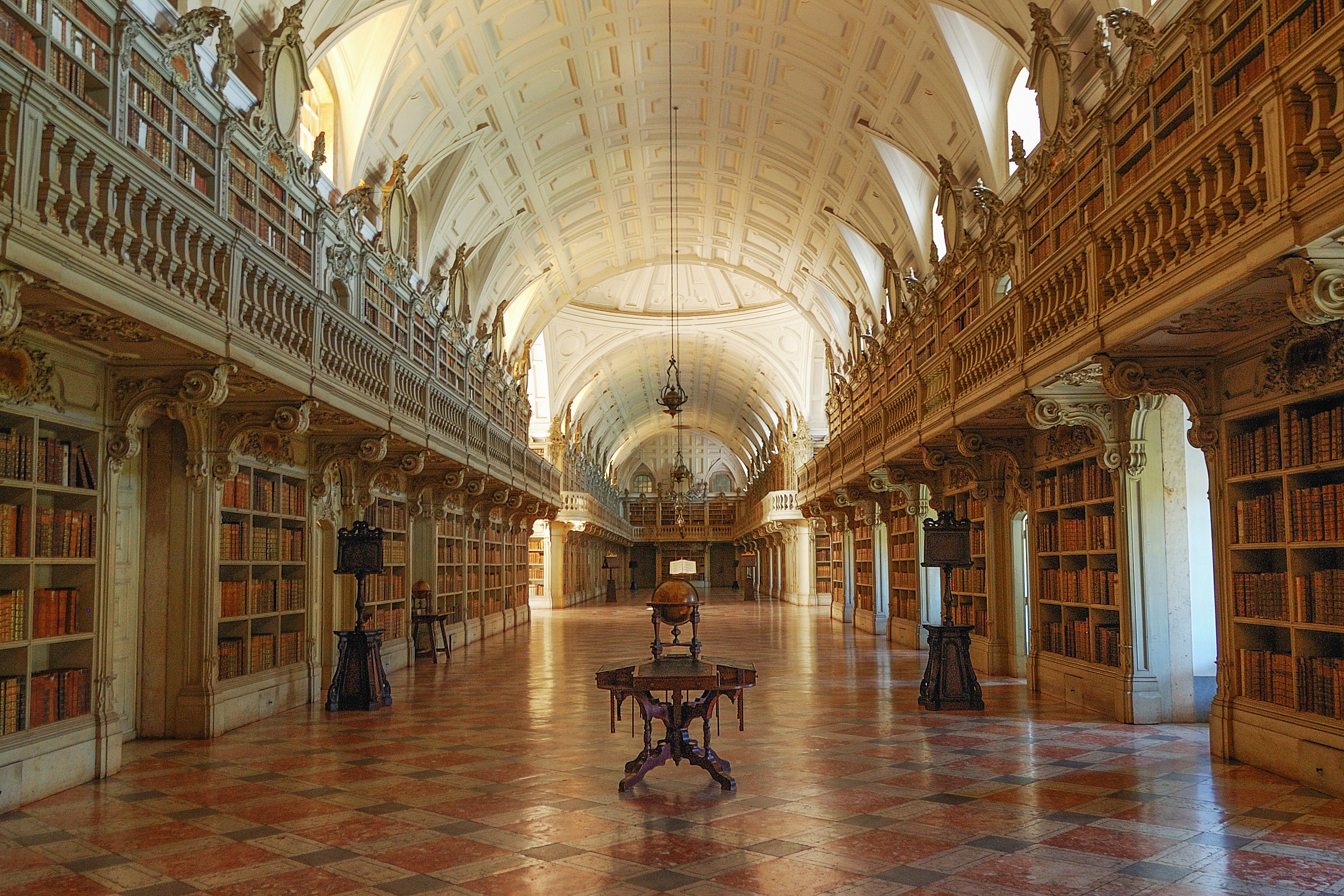
Національний палац Мафра